# Dactylamblyops atlanticus
Dactylamblyops atlanticus is een aasgarnalensoort uit de familie van de Mysidae. De wetenschappelijke naam van de soort is voor het eerst geldig gepubliceerd in 1999 door Murano & Mauchline.